# 劇団シアターガッツ
劇団シアターガッツ（げきだんシアターガッツ）は、愛知県大府市を本拠地とする日本の劇団。

## 沿革
- 1992年 - 大府東高等学校演劇部OBと顧問であった品川浩幸が設立。
- 1999年 - 東京リプトン演劇祭に参加、奨励賞を受賞。
- 2000年 - シアターグリーンフェスティバルでシアターグリーン賞を受賞。
- 2002年 - よしもとrise演劇祭に参加。
- 2004年 - ホンキー・トンク・エレジーでパルテノン多摩小劇場フェスティバルでグランプリを獲得。
- 2008年4月 - 藤元英樹が退団。
- 2009年3月 - 中川弘樹が退団。

## 主な所属団員
- 脇山烈
- 山崎淑子
- 永井裕子
- 川浦君英
- 大谷有紀
- 木村遥奈 他

### かつて所属していた劇団員
- 藤元英樹 - 2008年4月退団
- 中川弘樹 - 2009年3月退団（現在は巣山プロダクション所属）

## 公演
作・演出は品川浩幸がすべて行っている。
- 『チャンバラバン!バン!バン』
- 『わが家の夕めし』（日本劇作家協会新人戯曲賞第一次選考通過作品）
- 『拳骨ロック!』
- 『レインボー・ミラクル・チェンジ!』
- 『ファイナル・ダイナマイト・パンチ!』
- 『メガトン・チェリーボム!』
- 『ナンマイダーフラッシュ!』
- 『キャノンマックスR』
- 『スキップ・ア・ゴー!ゴー!』
- 『初恋のひと』
- 『ホンキー・トンク・エレジー』
- 『踊る大和魂』
- 『ウルトラコージ』
- 『1DK駅徒歩5分南向き』
- 『大月山ジャンボリー』
- 『ラストインディーズ』
- 『ドラマにならない恋バナ』
- 『ショウの殿堂』
- 『他人の戯曲』
- 『元パパ』
- 『ヅカヅカボーイズ』
- 『親父のしっぽ』
- 『ツイてるぜっ!』

## メディア

### CATV
- ちたまる（知多メディアスネットワーク）
- シアターガッツの若者に見てもらいたい番組（Re:Guts）（知多メディアスネットワーク）

### ラジオ
- 劇団シアターガッツのシアターラジオ（メディアスエフエム）